# Branden Dawson
Branden James Dawson (ur. 1 lutego 1993 w Gary) – amerykański koszykarz, występujący na pozycjach skrzydłowego, obecnie zawodnik Hsinchu JKO Lioneers.
21 lutego 2021 został zawodnikiem Hsinchu JKO Lioneers, występującym w lidze Tajwanu.

## Osiągnięcia
Stan na 24 lutego 2021, na podstawie, o ile nie zaznaczono inaczej.
NCAA
- Uczestnik rozgrywek:
  - Final Four turnieju NCAA (2015)
  - Elite Eight turnieju NCAA (2014, 2015)
  - Sweet Sixteen (2012–2015)
- Mistrz:
  - turnieju konferencji Big Ten (2012, 2014)
  - sezonu regularnego konferencji Big Ten (2012)
- Most Outstanding Player (MOP=MVP) turnieju Big Ten  (2014)[3]
- Zaliczony do:
  - I składu:
    - turnieju konferencji Big Ten (2014, 2015)
    - defensywnego Big Ten (2015)
    - najlepszych pierwszoroczniaków Big Ten (2012)

  - II składu Big Ten (2015)
  - składu All-Big Ten Honorable Mention (2012)
- Lider konferencji Big Ten w zbiórkach (2015)[4]